# 섹스 거짓말 그리고 비디오테이프
《섹스 거짓말 그리고 비디오테이프》(영어: Sex, Lies, and Videotape, 종종 영어: sex, lies, and videotape로 표현)는 1989년 개봉한 미국의 독립 드라마 영화이다. 스티븐 소더버그가 처음 연출한 서사 영화이며, 소더버그가 각본과 편집 역시 맡았다.
1989년 제42회 칸 영화제 황금종려상과 선댄스 영화제 관객상 수상작이다. 2006년 미국 의회도서관 국립영화등기부에 등재되었다.

## 줄거리
앤 비숍 멀라니는 배턴루지에 살며, 성공한 변호사 존과 불행하지만 편안하게 결혼 생활을 하고 있다. 그녀는 치료를 받으면서 그가 자신을 만지는 것에 역겨움을 느낀다고 밝힌다.
존의 오랜 대학 친구이자 이제 돈을 좀 모아둔 부랑자인 그레이엄 달튼은 존을 만나고 도시에서 지낼 수도 있다는 생각에 배턴루지를 방문한다. 그가 그들의 집에 도착했을 때, 그는 앤을 만나 존이 그레이엄에게 아파트를 구할 때까지 그들과 함께 지내라고 초대했다는 것을 알게 된다. 존이 집에 도착하자 그레이엄의 태도는 훨씬 더 조심스러워진다. 그가 이제 존과 공통점이 없다는 것을 깨달았음에도 불구하고, 그와 앤은 잘 지낸다.
존은 앤의 여동생 신시아와 바람을 피우고 있다. 신시아는 자유분방한 예술가이자 바텐더인데, 존은 앤의 불감증을 탓하며 이를 합리화한다. 앤은 그레이엄이 아파트를 찾는 것을 돕는다. 그가 집을 구한 후, 그녀는 즉흥적으로 방문했다가 여성들의 이름으로 라벨이 붙은 캠코더 비디오테이프 더미를 발견한다. 질문을 받자 그레이엄은 그 테이프들이 여성들의 가장 깊은 성적 욕망과 환상에 대한 인터뷰를 담고 있다고 설명한다. 불편함을 느낀 앤은 갑자기 떠난다.
다음 날, 신시아가 그레이엄의 아파트에 예고 없이 나타나 그레이엄에게 앤을 "놀라게 한" 것이 무엇인지 설명해 달라고 압박한다. 그는 마지못해 앤을 불쾌하게 한 것이 비디오테이프였으며, 그는 비디오를 혼자 보면서 만족을 얻는다고 설명한다. 그레이엄은 신시아에게 인터뷰 테이프를 만들 것을 제안하며, 자신만이 볼 것이라고 장담한다. 그녀는 동의하고, 나중에 앤에게 그 경험에 대해 말한다. 신시아가 나중에 존에게 말했을 때처럼, 앤도 경악한다.
다음 날 집을 청소하던 앤은 청소기로 침실에서 신시아의 진주 귀걸이를 발견하고 존과의 불륜을 추론한다. 격분한 앤은 비디오테이프를 만들 생각으로 그레이엄의 아파트로 간다. 그가 반대하지만, 그녀는 고집한다.
나중에 앤은 존에게 이혼을 요구하고 그레이엄과 테이프를 만들었다는 사실을 밝힌다. 그는 그레이엄의 아파트로 달려가 그레이엄을 공격하고 문을 잠근 후 앤의 테이프를 본다. 비디오에서 앤은 섹스에서 어떤 종류의 "만족"도 느껴본 적이 없다고 말한다. 그레이엄은 다른 남자들과 섹스를 할 생각을 한 적이 있는지 묻고, 그녀는 그레이엄을 생각해 본 적이 있다고 인정한다.
앤은 카메라를 그레이엄에게 돌린다. 그는 마음을 열기를 거부하지만 곧 전 여자친구 엘리자베스에게 시달리고 있으며, 배턴루지로 돌아온 동기가 어느 정도 종결을 이루려는 시도였다고 고백한다. 그는 자신이 병적인 거짓말쟁이였고, 그것이 그녀와의 관계를 파괴했다고 설명한다. 그레이엄은 그 이후로 사람들과 관계를 피하기 위해 많은 노력을 기울였다. 앤이 그에게 키스한 다음, 그가 캠코더를 끄고 테이프가 끝난다.
회개한 존은 현관에서 그레이엄과 합류하고, 명백한 즐거움을 느끼며 엘리자베스가 그레이엄과 사귈 때 자신과 섹스했다고 고백하며 말한다: "그녀는 성녀가 아니었어. 그녀는 침대에서 잘했고, 비밀을 지킬 수 있었어. 그녀에 대해 내가 말할 수 있는 건 그게 다야." 그가 떠난 후, 그레이엄은 화가 나서 캠코더와 모든 비디오테이프를 파괴한다.
얼마 후, 존은 급히 상사의 사무실로 호출된다. 앤과 신시아는 신시아가 일하는 바에서 화해한다. 나중에 앤은 그레이엄의 집으로 가서 현관에서 그와 합류한다. 그녀는 비가 올 것이라고 예측하고, 그는 "비가 오고 있어요."라고 대답한다.

## 출연진
- 제임스 스페이더
- 앤디 맥다월
- 피터 갤러거
- 로라 샌저코모
- 스티븐 브릴
- 론 바우터

## 기타 제작진
- 배역: 데버라 어퀼라
- 의상: 제임스 라이더